# Mangenkop-Alias Ghosenatti, Khanapur
Mangenkop-Alias Ghosenatti là một làng thuộc tehsil Khanapur, huyện Belgaum, bang Karnataka, Ấn Độ.